# 亞科皮

亞科皮是哥倫比亞的城鎮，位於該國中部，由昆迪納馬卡省負責管轄，距離首府波哥大177公里，始建於1890年，面積1,095平方公里，海拔高度1,214米，2005年人口15,840。
5°28′N 74°20′W / 5.467°N 74.333°W